# Emblema de Brunei
L'emblema de Brunei (i no un escut d'armes, ja que no respecta les lleis de l'heràldica) data del 1932 i es va adoptar oficialment el 29 d'octubre del 1959. Des d'aleshores ocupa de manera destacada la part central de la bandera estatal.
Componen l'emblema nacional cinc elements principals: el penó (en malai Bendera) i el para-sol reials (Payung Ubor-Ubor), les ales (Sayap), les mans (Tangan o Kimhap) i la mitja lluna (Bulan). A la mitjana lluna hi ha escrit el lema nacional en malai amb caràcters àrabs: «Sempre al vostre servei amb l'ajut de Déu». A sota, una cinta amb el nom oficial de l'estat, Brunei Darussalam, és a dir 'Brunei, terra de pau'.
El penó i el para-sol són els senyals de la monarquia. Les dues ales, amb quatre plomes cadascuna, representen la protecció de la justícia i la pau. La mitjana lluna és el símbol de l'islam, la religió nacional. Les mans recorden el deure que té el govern de protegir el poble.